# Juan de Ávalos y Taborda

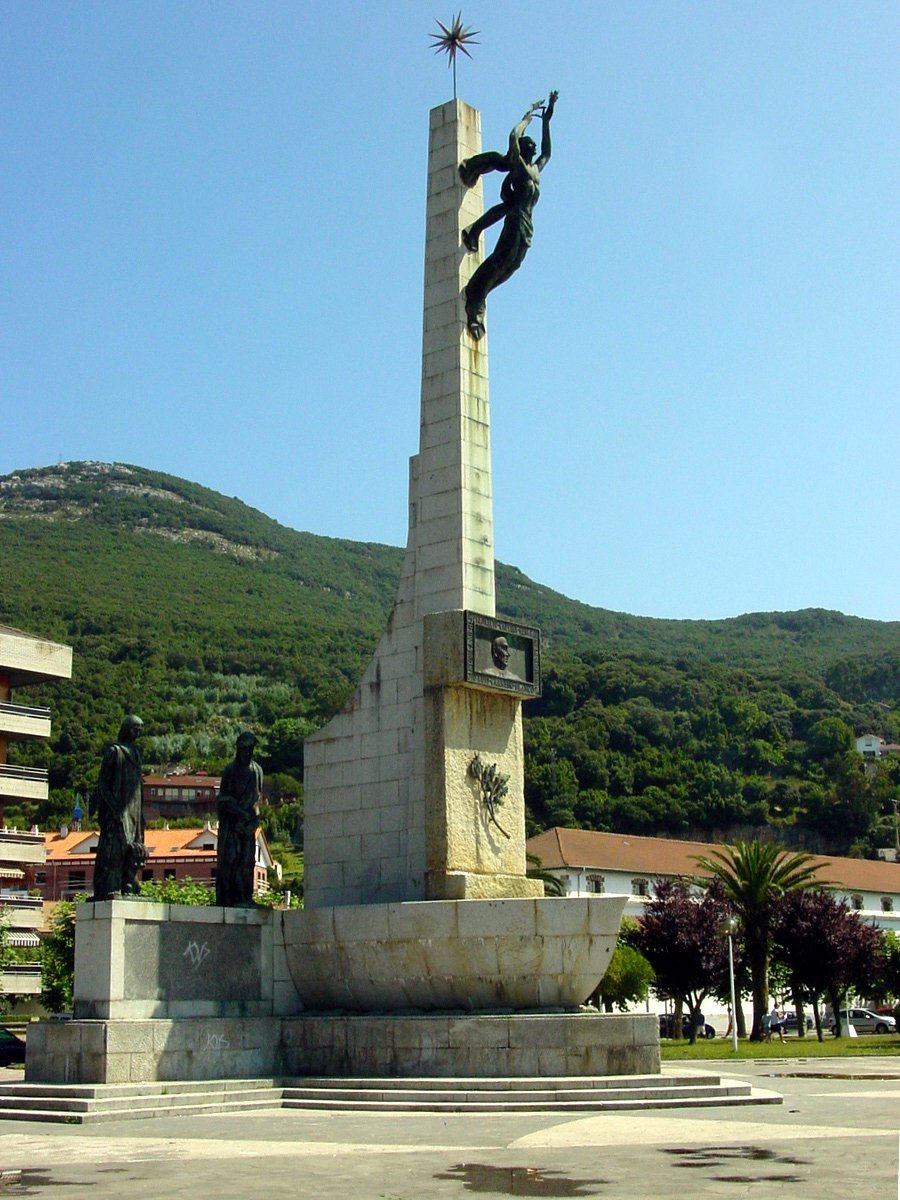
Monumento a Luis Carrero Blanco por Juan de Ávalos en Santoña.

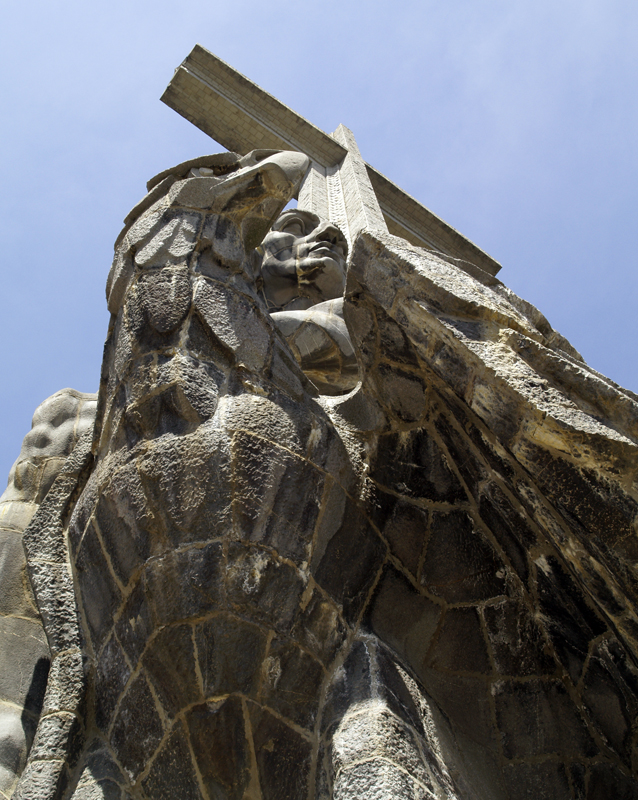
San Juan en el Valle de los Caídos.

Juan de Ávalos García-Taborda  (Mérida, 21 de octubre de 1911-Madrid, 6 de julio de 2006) fue un escultor español.
Su escultura es una de las más representativas del arte español contemporáneo, siguiendo la corriente figurativa. Su carrera, impulsada por el régimen de Franco, quedó asociada a las esculturas realizadas para el Valle de los Caídos, llegando a ser considerado como uno de los escultores españoles más destacados del siglo XX.

## Biografía

### Infancia y estudios
Nacido en Mérida, de padre extremeño y madre castellana, comenzó a demostrar excelentes dotes para el dibujo con seis años, recibiendo clases de dibujo de Juan Carmona, párroco de la iglesia de santa Eulalia.
Su padre se quedó ciego y, contando con ocho años, su familia se traslada a Madrid. Estudió en el Colegio de los Mercedarios a la par que acudía a la Escuela de Artes y Oficios. Ya de niño gustó de la escultura clásica, acudiendo a hacer bocetos al Casón del Buen Retiro (entonces sede del Museo Nacional de Reproducciones Artísticas), y del Don Juan Tenorio de José Zorrilla, para el cual realizó varios bocetos.
Aunque su familia deseaba su ingreso en la Universidad, le venció su orientación artística, comenzando como aprendiz con diversos escultores de la madera e ingresando con catorce años en la Escuela Superior de Bellas Artes de San Fernando, finalizando sus estudios con veinte años con Premio Extraordinario y Premio Aníbal Álvarez de la Real Academia de Bellas Artes de San Fernando.

### Juventud
En 1933, con 22 años, logra una plaza en la Universidad de Sevilla, desarrollando diversos trabajos de recuperación de restos romanos, destacando los del Teatro de Mérida. Podrá así conjugar su trabajo con su gusto por el teatro. Allí conocerá a Miguel de Unamuno en el estreno de Medea. Un año después fue nombrado subdirector del Museo Arqueológico de Mérida, cuyos fondos catalogará y ampliará.
Entretanto, irá participando en varias exposiciones, destacando sus contribuciones a las anuales Exposiciones Nacionales de Bellas Artes.

### Guerra Civil
En 1936 se incorpora al Ejército Nacional, pero en 1938 cae herido de gravedad en Jaén. Si bien seguirá militarizado, se dedicará al dibujo de motores y piezas, ocupación que alterna con la ejecución de tallas religiosas. Ese mismo año contrae matrimonio con Soledad Carballo Núñez en Pontevedra.

### Posguerra
Terminada la guerra, instala un estudio en la calle Mejía Lequerica de Madrid, pero en 1940 se le incoa expediente de depuración debido a una denuncia que le acusa de colaborador con actividades culturales republicanas en 1936. Ávalos continuó con su actividad, participando en la Exposición Nacional de Bellas Artes de ese año y realizando la imagen de Jesús Nazareno para la iglesia de Villagonzalo (Badajoz). No obstante, en 1942 se publica en el Boletín Oficial del Estado la resolución del expediente de depuración, en el que se consideran probados los hechos en virtud de su afiliación al PSOE (con el carné número 7 de Mérida). Se le inhabilita así para ejercer cargos directivos en instituciones académicas, por lo que se centrará en la escultura religiosa, en la restauración y en tallas para particulares.

### Estancia en Portugal
En 1945 recibirá un homenaje público por la Cámara municipal de Oporto (Portugal), a lo que le siguen varios encargos en Lisboa, por lo que decide fijar su estudio allí. Participará en exposiciones en Buenos Aires y Río de Janeiro. Se iniciará también en la escultura vanguardista bajo el seudónimo de Arturo Sánchez, con el que obtiene una Mención de Honor para artistas extranjeros en el XI Salón de Arte Moderno de Lisboa.

### Regreso a España: el Valle de los Caídos
En 1950, un amigo personal le recomienda que se presente al concurso convocado para la realización de las esculturas de la Basílica de la Santa Cruz del Valle de los Caídos, en Cuelgamuros (Madrid). Ávalos había participado en la Exposición Nacional en Madrid con su obra Héroe muerto, y presentó setenta bocetos en menos de una semana. Gana la adjudicación del concurso y regresa a Madrid, instalándose en la calle Agustín Querol, donde reúne a un gran número de artesanos.
Nunca existió una vinculación personal estrecha entre el escultor y Francisco Franco. La designación de Ávalos resultó toda una sorpresa en las esferas académicas españolas, recibiendo el propio Franco varios escritos de círculos que se oponían a su designación. El propio escultor cuenta que su única relación con Franco tuvo lugar en la citada Exposición de 1950, cuando el dictador, visitando la muestra, se paró ante la estatua que presentaba y comentó: Éste es el gran escultor que necesita España.
Ávalos quiso renunciar al proyecto ante las protestas, pero Blas Pérez González, ministro de la Gobernación, le recomienda que se entreviste con Franco en el Palacio de El Pardo. Allí, el escultor propondrá una obra de temática fundamentalmente religiosa, evitando cualquier alusión bélica. Curiosamente, al día siguiente, se promulgó un decreto por el que se acordaba que en el Valle se enterraran juntos muertos de ambos bandos.
El presupuesto, inicialmente fijado en 27 millones de pesetas, se redujo a 9 millones. El escultor reconoció qué, entre material, mano de obra e impuestos, cobró unas 300.000 pesetas. No obstante, el encargo le abrió las puertas a otros muchos. Décadas después, el propio escultor inició una batalla legal contra el ente Patrimonio Nacional por una deuda de 50 millones de pesetas en concepto de derechos de autor y de producción, que no le fueron entregados.

## Obras y premios

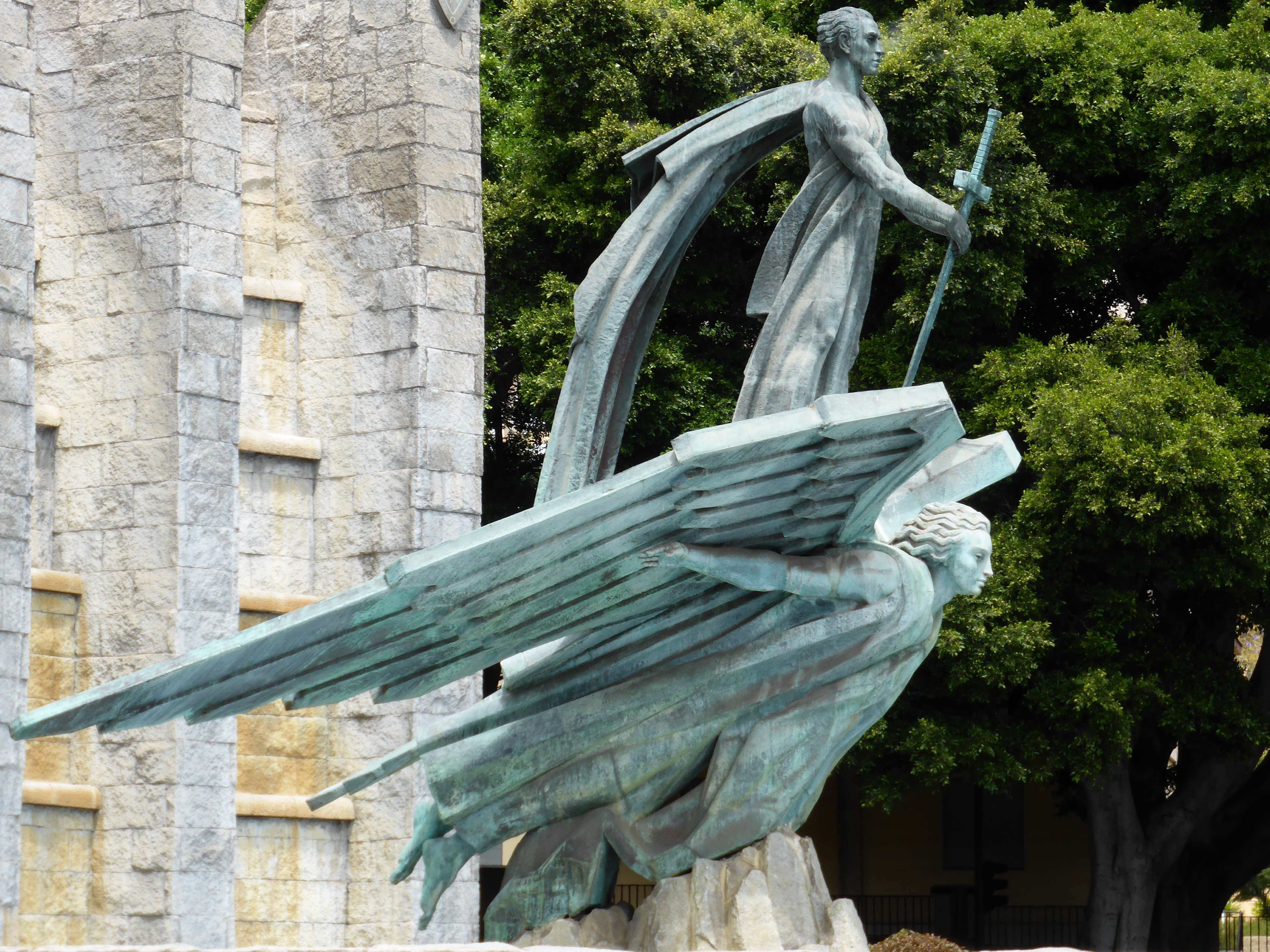
Monumento a su Excelencia el Jefe del Estado Español (Santa Cruz de Tenerife), 1966.

Desde el 9 de junio de 1974 fue académico de número de la Real Academia de Bellas Artes de San Fernando de Madrid. En 1941, con su obra Autorretrato, consiguió la tercera medalla en la Exposición Nacional de Bellas Artes. Con la escultura Soledad, se hizo con la segunda medalla en la misma exposición, el año 1950. La primera medalla la consiguió el año 1957, con la obra titulada Cristo yacente.
Acerca de su estética, Fernando Manzano ha escrito que es «apreciado como uno de los escultores españoles que mayor pasión ha demostrado por el cuerpo humano», como se observa en los cuerpos del conocido Mausoleo de los amantes de Teruel, o en los cristos y piedades salidas de su cincel. Comentaba con el maestro Joaquín Rodrigo que los dos eran obreros de las manos, el primero golpeando estéticamente el teclado del piano y el segundo golpeando sobre la piedra hasta que salía la obra bien hecha.
En 1976, coincidiendo con el bicentenario de la Independencia de los Estados Unidos, España regaló a ese país una estatua ecuestre de Bernardo de Gálvez, obra de Juan de Ávalos, que fue colocada en la Avenida de Virginia en Washington, en Washington D. C.. La estatua está situada en el Bernardo de Galvez Memorial Park, junto a la citada Avenida.
El 2 de septiembre de 1980, en virtud de la disposición transitoria segunda de la creación de la Real Academia de Extremadura de las Letras y las Artes (Real Decreto 1422/1980, de 6 de junio), Juan de Ávalos y García-Taborda fue elegido académico junto con el escultor Enrique Pérez Comendador y el escritor Pedro de Lorenzo. El 22 de marzo de 1981 leyó el discurso de ingreso y tomó posesión de la Medalla número 6 de la Real Academia de Extremadura de las Letras y las Artes, en el Complejo Cultural San Francisco de Cáceres.

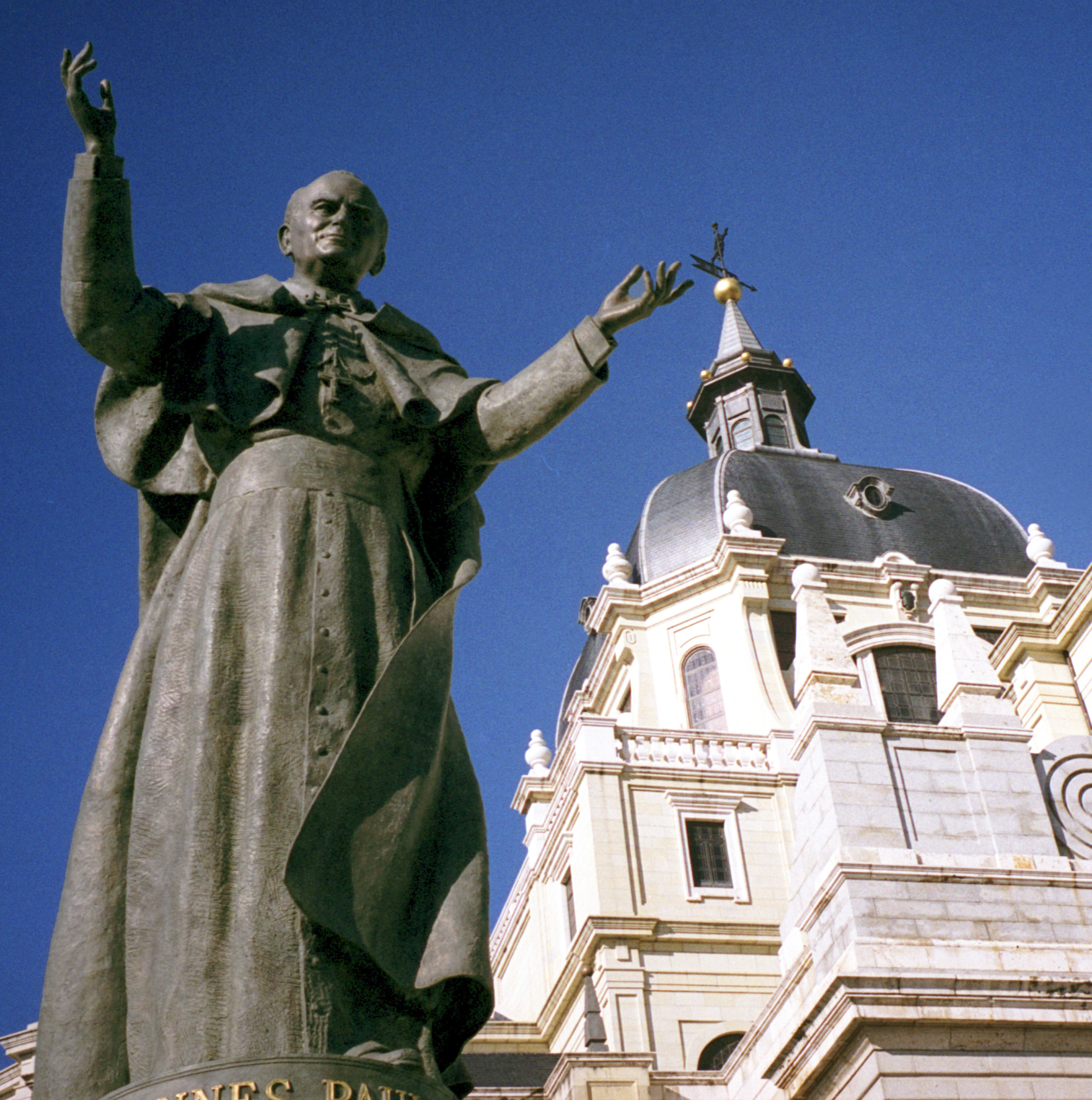
Monumento a Juan Pablo II en la Catedral de la Almudena de Madrid.

Algunos conjuntos monumentales notables salidos de su taller son el dedicado a Los amantes de Teruel en la misma ciudad de Teruel, que ideó desde 1955 y que se custodia en la iglesia de San Pedro; Monumento a Luis Carrero Blanco en Santoña; Ángel de la paz en Valdepeñas; Arco del Triunfo a la Independencia en la República Dominicana; en la parroquia de San Francisco de Barbastro se puede contemplar la primera imagen del beato gitano «el Pelé», realizada a finales del siglo XX. El monumento a Fernando el Católico de Zaragoza data del año 1969.
Para el escultor Julio López, «la obra de Juan de Ávalos es magistral y sólida». Este artista apoyó el proyecto de Ávalos para la escultura de Juan Pablo II y sobre la obra del Valle de los Caídos ha manifestado que «enlaza con la tradición de Miguel Ángel y de las esculturas centroeuropeas».
Venancio Blanco afirma que «su obra tiene ya un sitio 'importante' en el marco de la escultura contemporánea que refleja 'el modo que le tocó vivir'». Hace unos años «recordó una anécdota en la que el escritor Miguel de Unamuno le aconsejó, antes del estreno de Medea en el teatro romano en 1934, que fuera fiel a sí mismo y tuviera amor por sus mayores, 'y eso es lo que he hecho, ser extremeño y amar lo que mis padres me enseñaron'».
En el volumen IV (1993) del Boletín de la Real Academia de Extremadura de las Letras y las Artes, de la que fue miembro numerario, escribió una colaboración titulada «La España profunda: Ortega y Rocío Jurado». En ella cuenta cómo conoció a Ortega y la escultura que realizó por encargo del rector de la Universidad Complutense de Madrid, al mismo tiempo que narra los avatares para cumplir el encargo del alcalde de Chipiona para inmortalizar la figura de Rocío Jurado. 
Sobre el primero escribe: «Me presentó a don José Ortega y Gasset en Lisboa, por el año 1944, mi gran amigo y después compañero en la Academia de Bellas Artes, el gran compositor Ernesto Halffter», y recuerda que «fue en mi primera exposición en Lisboa en las Bellas Artes, donde Eugenio Montes hizo la presentación de la misma, inaugurándola el embajador, y allí estaba nuestro increíble don José, derrochando ingenio y simpatía». El editor del BRAEx anota que «Me he permitido engarzar las dos realidades —Ortega y Gasset y Rocío Jurado— bajo el título de La España profunda, puesto que el éxito de la cultura de un pueblo consiste en la unión del pensamiento intelectual con la manifestación artística del genio intrahistórico». Cuando el alcalde de Chipiona le encargó el monumento para inmortalizar a Rocío Mohedano Jurado, Juan de Ávalos confiesa en esa misma publicación que «mi concepto ha tenido base en que ella es una fuente de emociones que con su expresión y registros extraordinarios llega al espectador o a quienes se comunican en la intimidad con la gran alegría de su espléndida comunicación».
Obras de Juan de Ávalos pueden verse en Santa Cruz de Tenerife, Teruel, Barbastro, Zaragoza, Puerto Rico, León, Oviedo, Guayaquil (Sagrado Corazón), La Habana (Homenaje a Cuba), República Dominicana (Esculturas Plaza de la Bandera), entre otros lugares. En una de las plazas de Esquivias (Toledo) se alza el monumento dedicado al cervantista Luis Astrana Marín; y también una estatua gigante de Cervantes. La estatua dedicada a Rocío Jurado en su localidad natal. En Benidorm (Alicante) se puede contemplar el Monumento "als morts en la mar"  en la plaza de la Señoría, cuyo solar donara al Ayuntamiento el almirante D. Julio Guillén Tato el cual tiene, en la plaza del Palacio del Viso del Marqués (Ciudad Real), un busto con la factura de Ávalos. En Burgos se conservan la estatua ecuestre del conde Diego Porcelos (fundador de la ciudad) y el Monumento a las Fuerzas Armadas, ambos inaugurados en 1983. La ciudad de Úbeda exhibe en la plaza de Vázquez de Molina, frente al palacio homónimo, dos leones y en la iglesia de Mondragón un Cristo. En la Catedral de Madrid se custodia un Cristo Yacente debido a su mano. En El Espinar una Piedad.

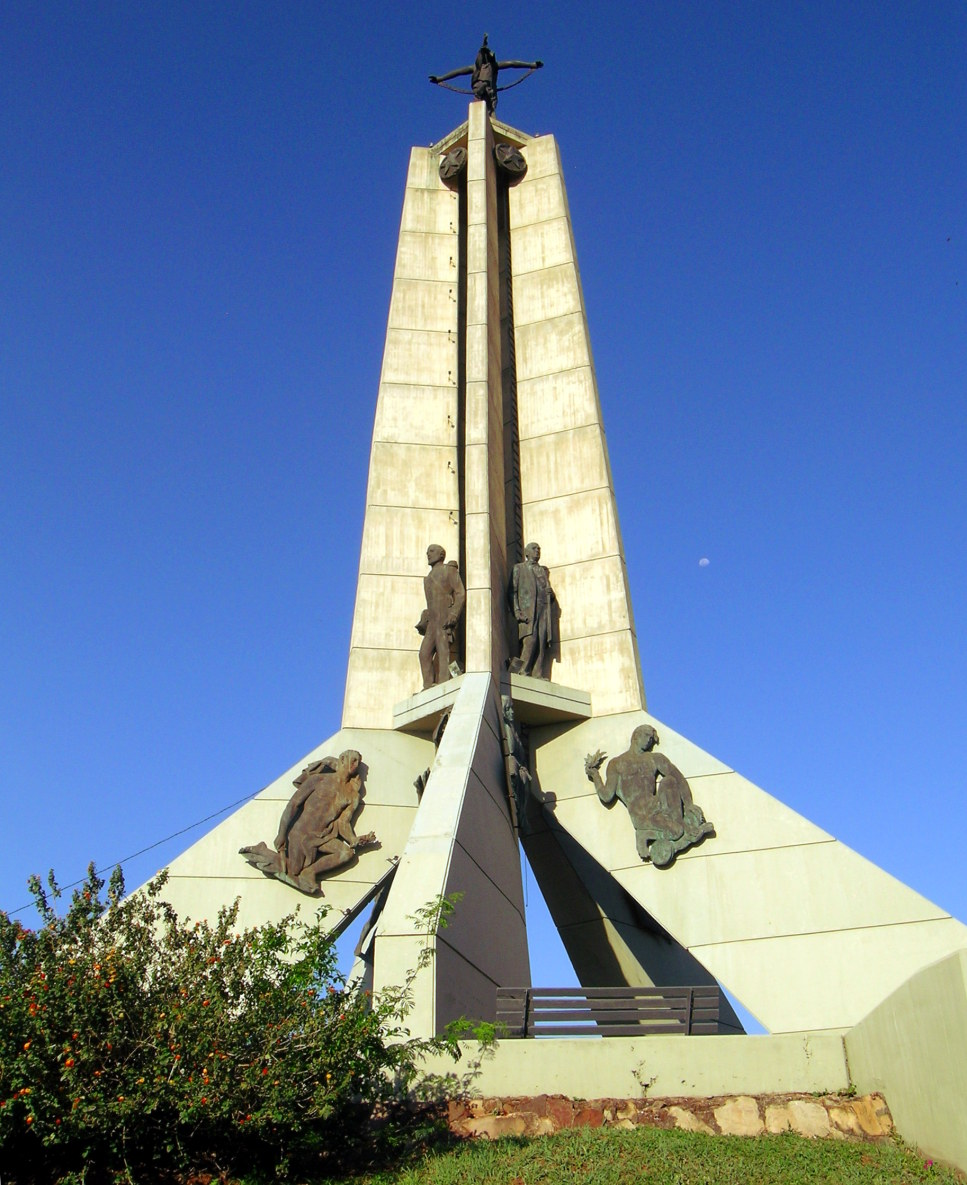
Monumento de la Paz Victoriosa, en la cima del Cerro Lambaré, en Asunción del Paraguay; diseño de Juan de Ávalos y Taborda.

En el año 1982, en Asunción del Paraguay, se inauguró su obra conocida como «Monumento de la Paz Victoriosa» en la cima del Cerro Lambaré, completamente inspirada en el Valle de los Caídos. 
Diseñó también joyas, y si a Mariano Benlliure se debe el primer diseño de la peseta después de la Guerra Civil, el último bajo el franquismo se debe a Juan de Ávalos.
La obra de Juan de Ávalos también se puede encontrar en su tierra. En Badajoz realizó el monumento a Covarsí y El héroe caído que forma un conjunto con los originales en bronce de los cuatro evangelistas, así como la fuente al Genio de Extremadura y las alegóricas La ciudad y el río y el Monumento a los extremeños universales. En Mérida, la gran estatua A los emeritenses muertos en las guerras y el Homenaje a los arqueólogos de la Puerta de la Villa, La Piedad en su panteón familiar o las imágenes de la Cofradía del Prendimiento de Jesús y Nuestra Señora de la Paz. En Almendralejo, el Cristo crucificado que adorna la pared exterior de la Iglesia parroquial de Nuestra Señora de la Purificación. En Solana de los Barros, la iglesia parroquial de Santa María Magdalena luce un Cristo en bronce, colocado encima de la torre del campanario. La parroquia de San Pedro de Alcántara de la ciudad de Cáceres muestra una talla fechada en 1967 con la figura del confesor de Santa Teresa de Jesús. El parque de El Rodeo de la misma ciudad también luce un monumento debido a su mano.
En Llanes (Asturias) en la Basílica de Santa María del Conceyu, existe un paso procesional en madera titulada   del Cirineo, del año 1959. Jesucristo, con una rodilla en el suelo carga con la cruz ayudado por el Cirineo.
En el año 1967, llevó a cabo la construcción del paso que corresponde a la Segunda Caída de Jesús, para la Cofradía Juventud Antoniana que está expuesto siempre en la Iglesia de los Capuchinos, situada en Palma (Baleares)

## Otras referencias
- Ávalos, Juan de (1993). «La España profunda: Ortega y Rocío Jurado», en el Boletín de la Real Academia de Extremadura de las Letras y las Artes, número IV, 1993, págs. 134-140.
- Ávalos, Juan de (1998). «Con la venia de la mesa», en el Boletín de la Real Academia de Bellas Artes de San Fernando, n.º 87, 1998, págs. 63-66.
- Ávalos, Juan de (2001). Juan de Ávalos, 90 años de un clásico: exposición-homenaje. Almendralejo. Centro Cultural Conventual de San Antonio, 20 de octubre-30 de noviembre. Ayuntamiento de Almendralejo.
- Correa, Feliciano (2006). «Juan de Ávalos, un ilustre picapedrero».
- Prados de la Plaza, Francisco (1998). «Escultura de Cervantes por Juan de Ávalos para Boston», en el Boletín de la Real Academia de Bellas Artes de San Fernando, n.º 86, 1998, págs. 279-289